# Theodor Humpert
Theodor Humpert (* 29. Juni 1889 in Mannheim; † 17. März 1968 in Konstanz), Pseudonym Paul Dorpert, war ein deutscher Lehrer und Historiker.

## Leben und Wirken
Theodor Humpert war der Sohn eines Bäckermeisters in Mannheim, wo er das Großherzogliche Gymnasium besuchte. Er studierte in Freiburg i. Br. und Heidelberg, zuletzt in Würzburg, wo er 1913 mit einer Dissertation über die territoriale Entwicklung von Kurmainz zwischen Main und Neckar zum Dr. phil. promoviert wurde. Parallel dazu legte er 1910 am Lehrerseminar Heidelberg die Volksschullehrerprüfung und 1911 in Karlsruhe die Reallehrerprüfung ab. Sein Berufsleben verbrachte Humpert im badischen Schuldienst, zuerst seit 1914 als Reallehrer und Bürgerschulvorstand in Schönau im Schwarzwald, seit 1920 als Rektor bzw. Direktor an der Volks- und Bürgerschule in Gaggenau, deren Leitung er 1933 abgeben musste. Es folgte die Versetzung an das humanistische Gymnasium in Konstanz, wo er Deutsch, Geschichte, Geographie und Englisch unterrichtete. 1956 beendete er seine Laufbahn als Oberstudienrat. 
Neben seiner Vollzeitbeschäftigung als Lehrer erschloss sich Humpert die Geschichte seiner jeweiligen Wirkungsorte und ihrer Umgebung und verfasste eine große Zahl von Büchern und Aufsätzen mit überwiegend lokalgeschichtlichem Inhalt. Er gehörte dem Verein für Geschichte des Bodensees und seiner Umgebung an, zu dessen Schriften er beitrug. Im Landkreis Konstanz war er als ehrenamtlicher Archivpfleger tätig. 
Theodor Humpert war mit Elsa, geb. Thoma, verheiratet und hatte zwei Töchter. 

## Ehrungen
- Ehrenbürgerwürde der Gemeinde Mudau (1959)
- Bundesverdienstkreuz (1959)
- Dr.-Humpert-Straße in Mudau
- Humpertstraße in Gaggenau

## Schriften (Auswahl)
Monografien
- Das „Bürgle“, Adolf-Pirrung-Haus, Ferienheim der Energie-Versorgung Schwaben AG, Insel Reichenau. Adolf-Pirrung-Haus, Reichenau, o. J. [1959].
- (mit Josef und Franz Kreuzer): Konstanz und der Bodensee. Kreuzer-Selbstverlag, Konstanz, 1958.
- Chorherrenstift, Pfarrei und Kirche St. Stephan in Konstanz. Merk, Konstanz, 1957.
- Klösterliches Leben und volkstümliche Frömmigkeit im Mittelalter. Klett, Stuttgart, 1955.
- (als Herausgeber): Jubiläumsschrift zur Feier des 350-jährigen Bestehens. Heinrich-Suso-Gymnasium Konstanz. 16., 17. Und 18. Oktober 1954. Direktion des Heinrich-Suso-Gymnasiums, Konstanz, 1954.
- Loretto bei Konstanz. Ein Marienheiligtum am Bodensee. Merk, Konstanz, 1954.
- Der heilige Gebhard, Bischof von Konstanz. Merk, Konstanz, 1949.
- Die Insel Mainau im Bodensee. Oberbadische Verlagsanstalt, Konstanz, 1940.
- Konstanz, Ehrenpforte des Reiches. Oberbadische Verlagsanstalt, Konstanz, 1937.
- Friedrich Spe(e). Lebensbild und dichterisches Schaffen eines Barocklyrikers. (= Schöninghs Schülerhefte von deutscher Art. Heft 133). Schöningh, Paderborn, 1936.
- Burg Alt-Eberstein und Schloß Neu-Eberstein. Konkordia, Bühl, 1935.
- Schloß Favorite. Konkordia, Bühl, 1935.
- (unter dem Pseudonym „Paul Dorpert“): Rund um den Bodensee. Eine Sammlung der schönsten Sagen. Feyel, Überlingen, 1934.
- Todtnauer Bürgerfamilien. Uehlin, Schopfheim, 1934.
- Katholische Kirchenlieder. Quellennachweis von Texten und Melodien zunächst für die Lieder des Freiburger Diözesangesangbuches „Magnifikat“ nebst Erklärung der lehrplanmäßigen Lieder. Herder, Freiburg i. Br., 1930.
- Oberndorf im Murgtal. Festschrift zur Jahrhundert-Feier der Kapelle zum heiligen Kreuz am 12. August 1928. Gemeinde Oberndorf, Oberndorf, 1913.
- Rotenfels im Murgtal. Gesammelte Aufsätze. Gemeinde Rotenfels, Rotenfels, Würzburg, 1928.
- Sagen aus dem Murgtal. Diesterweg, Frankfurt a. M., 1927.
- Forbach. Wesen und Werden eines Murgtaldorfes. Im Auftrag des Gemeinderates bearbeitet von Benedikt Schwarz, nach dessen Tode erweitert und herausgegeben von Theodor Humpert. Rastätter Zeitung, Rastatt, 1926.
- Gaggenauer Flurnamen. Zum Besten des Kindergartens. Gaggenauer Bote, Gaggenau, 1926.
- Mudau im badischen Odenwald. Ein Heimatbuch, aus Anlaß des 500-jährigen Pfarrjubiläums. Selbstverl. d. Gemeinde, Mudau, 1926 (2. Aufl. 1954).
- Alt-Gaggenauer Bürgerfamilien. Gaggenauer Bote, Gaggenau, 1925.
- Geschichte der Stadt Zell im Wiesental. Selbstverl. d. Stadtgemeinde; J. Waibel, Freiburg i. Br., 1922.
- Das Wiesental. Eine heimatliche Wirtschaftskunde. Verl. d. Konkordia, Bühl, 1920. (Digitalisat)
- Heimatkunde des Amtsbezirks Schönau i. W. A. Müller, Schönau, 1919.
- Im Banne der Großstadt. Ein badisch-pfälzisches Heimatbuch. Konkordia, Bühl, 1918.
- Die territoriale Entwicklung von Kurmainz zwischen Main und Neckar. Stürtz, Würzburg, 1913.

Aufsätze
- P. Meinrad Meichelbeck, der letzte Prior der Reichenau, in: Hegau. Band 14, 1962, S. 263–268. (Digitalisat)
- Leinersche Epitaphien in der Konstanzer Stephanskirche, in: Schriften des Vereins für Geschichte des Bodensees und seiner Umgebung. Band 76, 1958, S. 93–98. (Digitalisat)
- Zur Geschichte des Konstanzer Münstergeläutes, in: Freiburger Diözesan-Archiv. Band 72, 3. F. 4, 1952, S. 246–249. (Digitalisat)
- Die Ödung Lanzenhofen bei Meersburg, in: Heimatkundliche Mitteilungen. Band 17, 1952, S. 11–13.
- Die Heilig-Kreuz-Kapelle auf Bernrain. Ein Beitrag zur Geschichte der Kollegiatkirche St. Stephan in Konstanz, in: Freiburger Diözesan-Archiv. Band 71, 1951, S. 87–122. (Digitalisat)
- Aus dem Stilleben der Deutschordenskomturei Mainau, in: Das Bodenseebuch. Band 31, 1944, S. 59–62. (Digitalisat)
- Das Konstanzer Spital-Weingut Haltnau, in: Schriften des Vereins für Geschichte des Bodensees und seiner Umgebung. Band 68, 1941/42, S. 61–74. (Digitalisat)
- Beiträge zur Geschichte und zur Baugeschichte der Margarethenkapelle bei Muggensturm, in: Freiburger Diözesan-Archiv. Band 68, N. F. 41, 1941, S. 327–334. (Digitalisat)
- Aus alten Gästebüchern der Insel Mainau, in: Das Bodenseebuch. Band 28, 1941, S. 61–63. (Digitalisat)
- Zu Konstanz im „Goldenen Adler“. Ein Stück Familien- und Hausgeschichte, in: Das Bodenseebuch. Band 27, 1940, S. 43–45. (Digitalisat)
- Die Ödung Kutzenhausen bei Meersburg, in: Heimatkundliche Mitteilungen. Jahrgang 4, Heft 1, 1940, S. 1–7.
- Der Lohnerhof bei Konstanz, in: Schriften des Vereins für Geschichte des Bodensees und seiner Umgebung. Band 66, 1939, S. 70–87. (Digitalisat)
- Konstanz im Urteil der Zeitgenossen, in: Das Bodenseebuch. Band 26, 1939, S. 95–101. (Digitalisat)
- Die Konstanzer Glockengießerfamilie Rosenlächer, in: Das Bodenseebuch. Band 23, 1936, S. 32–36. (Digitalisat)
- Auf dem Meersburger Friedhof, in: Das Bodenseebuch. Band 22, 1935, S. 54–57. (Digitalisat)
- Geschichte der Pfarrei Waldhausen, in: Freiburger Diözesan-Archiv. Band 59, N. F. 32, 1931, S. 239–257. (Digitalisat)
- Die Geschichte der Pfarrei Limbach 1426–1926, in: Freiburger Diözesan-Archiv. Band 54, N. F. 27, 1926, S. 294–325. (Digitalisat)